# Пйотрково (Ілавський повіт)
Пйотрково (пол. Piotrkowo, нім. Peterkau) — село в Польщі, у гміні Суш Ілавського повіту Вармінсько-Мазурського воєводства.
Населення — 354 особи (2011).
У 1975-1998 роках село належало до Ельблонзького воєводства.

## Демографія
Демографічна структура станом на 31 березня 2011 року:
|          | Загалом | Допрацездатний вік | Працездатний вік | Постпрацездатний вік |
| -------- | ------- | ------------------ | ---------------- | -------------------- |
| Чоловіки | 187     | 69                 | 106              | 12                   |
| Жінки    | 167     | 51                 | 97               | 19                   |
| Разом    | 354     | 120                | 203              | 31                   |